# Свети Иван Рилски (Харманли)
„Свети Иван Рилски“, наричана още Новата църква, е православна църква в град Харманли, България, част от Старозагорската епархия на Българската православна църква.

## История
С нелеката и благородна задача за построяването на новия храм се заема свещеник Димитър Сотиров през 1919 година. Паричните средства за изграждането на църквата са събрани от цялото харманлийско гражданство под формата на доброволни помощи. На общоградско събрание се приема Свети Иван Рилски да бъде покровител на храма.
Първият основен камък е положен на Връбница през 1927 година митрополит Павел Старозагорски. По външна и вътрешна архитектура църквата наподобява в по-малък мащаб на „Свети Александър Невски“ в София.

### Иконостас
Най-голямата гордост и забележителност на храма е неговия олтар. Изработването му започва през 1937 година по идея на харманлийския общественик адвокат Марко Сакарски, Народен представител в XXV народно събрание.
Изработката на иконостаса е поверена на младия и талантлив резбар Петър Кушлев. В изработката му талантливият майстор влага голямо старание и благородна амбиция. В изработването на орнаментите се влагат чисто български елементи. За първи път се изработва иконостас със стилизирани човешки фигури и пресъздадени исторически събития като Заклеването на възстаниците на Оборище от поп Грую Бански; покръстването на българите от Борис I; Изворът на Белоногата и др. Флората и фауната типична за района на град Харманли също е вмъкната в орнаментите на олтара.
Двете колони на иконостаса от двете страни на царските двери представляват колоната на доброто и колоната на злото. Показан е пътят, по който се осъществява едното и другото.
Олтарът в църквата „Св. Иван Рилски“ пресъздава част от историята, бита и природата на гр. Харманли и на страната по един неповторим начин и е обявен за недвижимо културно наследство.